# クロンパ県
クロンパ県（クロンパけん、ベトナム語：Huyện Krông Pa?）は、ベトナム社会主義共和国ザライ省の県である。

## 行政区画
1市鎮13社から構成される。